# El retorno de Walpurgis
El retorno de Walpurgis (comercialitzada als Estats Units com Curse of the Devil o The Black Harvest of Countess Dracula) és una pel·lícula espanyola de terror de 1973 dirigida per Carlos Aured. És la setena d'una sèrie sobre l'home llop Waldemar Daninsky, interpretat consecutivament per Paul Naschy.

## Argument
El film comença a l'a edat mitjana, on un antecessor de Waldemar Daninsky, Irineus Daninsky, combat les bruixeries de la comtessa Bathory -en aquest lliurament de la sèrie ella no esdevindrà en dona vampir- i la condemna a la foguera, però abans aquesta el maleeix proclamant que el càstig arribarà "quan un dels teus vessi la sang d'un primogènit dels meus descendents, les desgràcies més terribles s'abatran sobre els que portin el teu cognom maleït".
L'acció passa al segle xix, quan Waldemar sofrirà les conseqüències dels actes del seu antecessor, però no en forma de maledicció, sinó més aviat de venjança perpetrada per mitjà d'un encanteri. Durant una cacera, Waldemar abat un llop, que resulta ser un gitano de l'estirp dels Bathory; el cap de família de l'últim ordenarà a una de les seves filles que sedueixi Daninsky i que el marqui amb una mandíbula de llop, que regarà amb la seva pròpia sang. D'aquesta manera Daninsky adquireix la marca de l'home llop i la maledicció del licantrop, una vegada esdevinguda la Nit de Walpurgis.

## Repartiment
- Paul Naschy - Comte Waldemar Daninsky/l'home llop
- Fabiola Falcón - Kinga Wilowa
- Maritza Olivares - Maria Wilowa
- Mariano Vidal Molina - Roulka
- José Manuel Martín - Bela